# Anomala
Anomala — рід пластинчастовусих жуків підродини Rutelinae. Один з найбільших родів комах, налічує понад 1000 видів. Представників роду найбільше в тропічних областях світу. Нові види продовжують описувати. Зокрема тільки у В'єтнамі протягом 2006—2017 років було описано майже 50 видів. В Україні виявлено 3 види. 

## Значення для людини
Серед представників роду чимало видів, які пошкоджують культурні рослини. Серед них кузька металічна, що пошкоджує садові культури в Європі, Anomala rufocuprea, яка шкодить посівам сої в Японії.
Частина видів розширює свій ареал і є інвазійними. Серед таких видів багато стають шкідниками сільського господарства, зокрема кузька металічна та Anomala orientalis у Північній Америці, Anomala sulcatula на атолі Мідвей.

## Окремі види
- Anomala binotata — поширений на сході США та на півночі Мексики
- Anomala dianopicta — ендемік Китаю